# Serguei Gueràssimov
Serguei Apollinàrievitx Gueràssimov (21 de maig de 1906 – 26 de novembre de 1985) fou un director de cinema i guionista soviètic. L'escola de cinema més antiga del món, l'Institut Gueràssimov de Cinematografia (VGIK), porta el seu nom.

## Carrera
Gueràssimov va començar la seva carrera a la indústria cinematogràfica el 1924 com a actor. Al principi va aparèixer a pel·lícules de Kòzintsev i Trauberg, com Xinel (lit. L'abric) i Novi Vavilon. Més tard, va rebre l'encàrrec de produir versions en pantalla dels clàssics literaris del realisme socialista. Les seves projeccions èpiques de La jove guàrdia jove, 1948) d'Alexandr Fadéiev i El Don de plàcides aigües (1957–58) de Mikhail Sholokhov van ser elogiades per les autoritats com a exemplars.
Durant diverses dècades d'ensenyament al VGIK Gueràssimov i la seva dona Tamara Makarova van formar a moltes generacions d'actors russos. També va ensenyar a l'aclamat actor Georgi Jjònov a l'Escola de Teatre de Leningrad.
A la seva darrera pel·lícula (1984), Gueràssimov va interpretar a Leo Tolstoi, mentre que Makarova fer de l'esposa de Tolstoi. Gueràssimov està enterrat al cementiri Novodèvitxi de Moscou.

## Festival de cinema de Moscou
Gueràssimov va ser el president del jurat del Festival Internacional de Cinema de Moscou els anys 1959, 1965, 1969, i el 1985. També, fou membre del jurat el 1961 i el 1971.
El 1967 la seva pel·lícula Jurnalist (lit. El periodista) va guanyar el Gran Premi al festival de 1967.

## Premis i honors
- Heroi del treball socialista (1974)
- Quatre ordres de Lenin
- Ordre de la Revolució d'Octubre
- Ordre de la Bandera Roja del Treball, dues vegades (1940, 1950)
- Ordre de l'Estrella Roja (1944)
- Artista popular de l'URSS, 1948
- Premi Stalin
  - 1941 2a classe - per a la pel·lícula Utxítel (lit. El professor, 1939)
  - 1949 1a classe - per a la pel·lícula Molodaia gvardia (lit. La jove guàrida, 1948)
  - 1951 1a classe - per a la pel·lícula Osvobojdionni Kitai (lit. La Xina alliberada,1950)
- Premi Lenin Komsomol (1970)

i activitats polítiques
- Premi Estatal de l'URSS (1971) - per la pel·lícula U osera (lit. Al llac, 1969)
- Premi Lenin (1984): per a les pel·lícules dels últims anys
- Ordre del Lleó Blanc, 3a classe (Txecoslovàquia)
- Professor de l'Institut Gueràssimov de Cinematografia de Moscou (1946)
- Membre de l'Acadèmia de Ciències Pedagògiques de l'URSS (1978)
- Soviet Suprem de la Unió Soviètica (1950-1958)
- Doctor nauk (lit. Doctor en ciències, 1967)
- Membre del Presidium del Comitè de Pau Soviètic (des de 1950)
- Secretari del Sindicat de Compositors
- Membre de la Unió d'Escriptors de l'URSS

## Filmografia

### Director
- Semero smelykh (Семеро смелых, lit. Els set braus, 1936)
- Komsomolsk (Комсомольск, 1938)
- Utxítel (Учитель, lit. El professor, 1939)
- Maskarad (Маскарад, lit. Mascarada, 1941)[10]
- Bolxaia zemlià (Большая земля, lit. Gran terra, 1944)
- Molodaia gvardia (Молодая гвардия, lit. La jove guàrdia, 1948)
- Selski vratx (Сельский врач, lit. El metge rural, 1951)
- Osvobojdionni Kitai (Освобождённый Китай, lit. La Xina alliberada, 1950)
- Velikoe proxanie (Великое прощание, lit. El gran comiat, 1953)
- Tikhi Don (Тихий Дон, lit. El tranquil Don, 1958)
- Liudi i zvèri (Люди и звери, lit. Gent i bèsties, 1962)
- Jurnalist (Журналист, lit. El periodista, 1967)
- U ozera (У озера, lit. Al llac, 1969)
- Liubit txeloveka (Любить человека, lit. Estimar una persona, 1972)
- Dotxi-materi (Дочки-матери, lit. Filles-Mares, 1974)
- Krasnoe i txernoe (Красное и чёрное, lit. Roig i blanc, 1976)
- Iunost Petra (Юность Петра, lit. La joventut de Petr, 1980)
- B natxale slavnikh del (В начале славных дел, lit. A l'inici d'un acte gloriós, 1980)
- Lev Tolstoi (Лев Толстой, 1984)

### Actor
- Mixki protiv Iudenitxa (Мишки против Юденича, lit. En Mixki contra en Iudenitx de Grigori Kozintsev i Leonid Trauberg1925)
- Txiortovo koleso (Чёртово колесо, lit. La nòria de Grigori Kozintsev i Leonid Trauberg, 1926)
- Xinel (Шинель, lit. L'abric de Grigori Kozintsev i Leonid Trauberg, 1926)
- Soyuz velikogo dela (Союз Великого дела, lit. La unió d'una gran causa de Grigori Kozintsev i Leonid Trauberg, 1927)
- Txuzho pidzhak (Чужой пиджак, lit. La jaqueta d'algú altre de Boris Shpis, 1927)
- Bratixka (Братишка, lit. Petit germà de Grigori Kozintsev i Leonid Trauberg, 1927)
- Oblomok imperi (Обломок империи, lit. Un segment d'imperi de Fridrikh Ermler, 1929)
- Novi Vavilon (Новый Вавилон, lit. Nova Babilònia de Grigori Kozintsev i Leonid Trauberg, 1929)
- Sola (Одна, lit. Sola de Grigori Kozintsev i Leonid Trauberg, 1931)
- Dezertir (Дезертир, lit. El desertor de Vsévolod Pudovkin, 1933)
- Maskarad (Маскарад, lit. Mascarada, 1941) (1941)
- Dotxi-materi (Дочки-матери, lit. Filles-Mares, 1974)
- Lev Tolstoi (1984)